# Yuanfang, Henan
Yuanfang (kinesiska: 袁坊, 袁坊乡) är en socken i Kina. Den ligger i provinsen Henan, i den centrala delen av landet, omkring 78 kilometer öster om provinshuvudstaden Zhengzhou. Antalet invånare är 41 574. Befolkningen består av 19 664 kvinnor och 21 910 män. Barn under 15 år utgör 22,0 %, vuxna 15-64 år 70 %, och äldre över 65 år 7,0 %.
Genomsnittlig årsnederbörd är 702 millimeter. Den regnigaste månaden är juli, med i genomsnitt 190 mm nederbörd, och den torraste är januari, med 5 mm nederbörd.